# Доходный дом Клингсланда
Дохо́дный дом Кли́нгсланда (Дом с ры́сью) — историческое здание в Большом Козихинском переулке Пресненского района Москвы. Построено в 1902 году для купца Казимира Станиславовича Клингсланда по проекту архитектора Гавриила Иванова. Здание отличается уникальным декором с флористическими и анималистическими мотивами. За более чем столетнюю историю облик здания не изменился. Верхние этажи остаются жилыми, а первый занимают различные коммерческие арендаторы.

## История
В XVIII веке земля под будущим домом Клингсланда была частью обширной усадьбы, которая простиралась от современных Большого Козихинского до Богословского переулка. В 1902 году участок выкупил Казимир Клингсланд, по его приглашению архитектор Гавриил Иванов спроектировал два доходных дома, один на красной линии переулка, а второй — во дворовой части.
Дом № 10 получил ординарную планировку и в плане представляет собой простой прямоугольник, значительно протяжённый по линии переулка. Здание примечательно в первую очередь своим лепным декором, в котором модерн с его богатым символизмом объединён с элементами готики. Так, в навершии оконных рам третьего этажа сидят шипящие рыси с изогнутыми спинами, над другими окнами — головы лис и химер. Над входными группами — фигура девы с крыльями, образа богини Ники или птицы Сирин, под маскаронами в пилястрах — поникшие цветы. Женские маски и бюсты отличаются чувственными формами, в сочетании с декадентской эстетикой увядших цветов такое оформительское решение красноречиво характеризует первые годы модерна в Москве: горожанам была привычна классическая сдержанность и аккуратная эстетика ампира, а вычурная выразительность ар-нуво воспринималась скандальной «пощёчиной общественному вкусу».
До революции 1905 года на первом этаже помещалась подпольная студенческая библиотека народовольцев, а в 1908-м — товарищество журнала «На распутьи» С. П. Серебровского. С 1910 по 1917 год домом владело страховое общество «Россия», некоторые квартиры сдавались в аренду. В 1920—1930 годах в здании жил драматург Василий Шкваркин, автор пьес «Простая девушка», «Чужой ребенок» и других.
В 1970-х годах был снесён второй доходный дом работы Иванова, стоявший в глубине земельного участка. Дом Клингсланда остался одной из немногих столичных работ зодчего, сохранивших оригинальный исторический облик.
С 2000 по 2005 год в здании находился книжный магазин «Фаланстер». На его территории проходили встречи и выступления общественных и культурных деятелей, таких как Мишель Турнье, Гейдар Джемаль, Борис Кагарлицкий, Квентин Тарантино. В конце июля 2005-го магазин подожгли неизвестные злоумышленники, взрыв деформировал оконные решётки первого этажа, из-за чего охранник оказался заблокирован в помещении. Благодаря помощи соседей мужчина не пострадал, сгорела часть книжного запаса. Собственники не получили информации о результатах расследования. После инцидента магазин переехал в Малый Гнездниковский переулок.
25 декабря 2018 года Департамент культурного наследия Москвы взял здание под государственную охрану и включил в перечень выявленных объектов культурного наследия. Вопрос о присвоении статуса памятника регионального значения будет решён по результатам специальной историко-культурной экспертизы.

Доходный дом Клингсланда, 2013 год
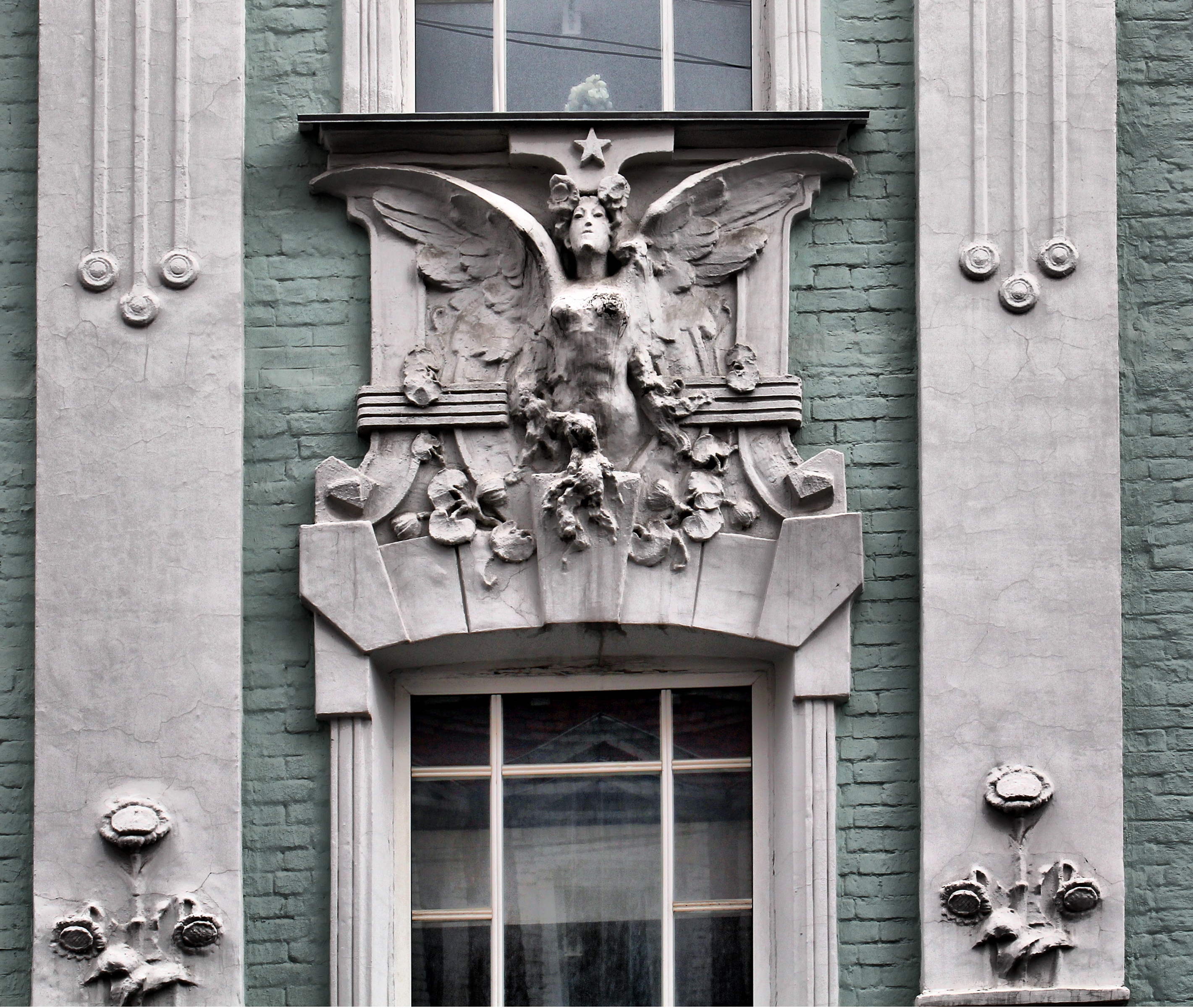
Птица Сирин над входной группой
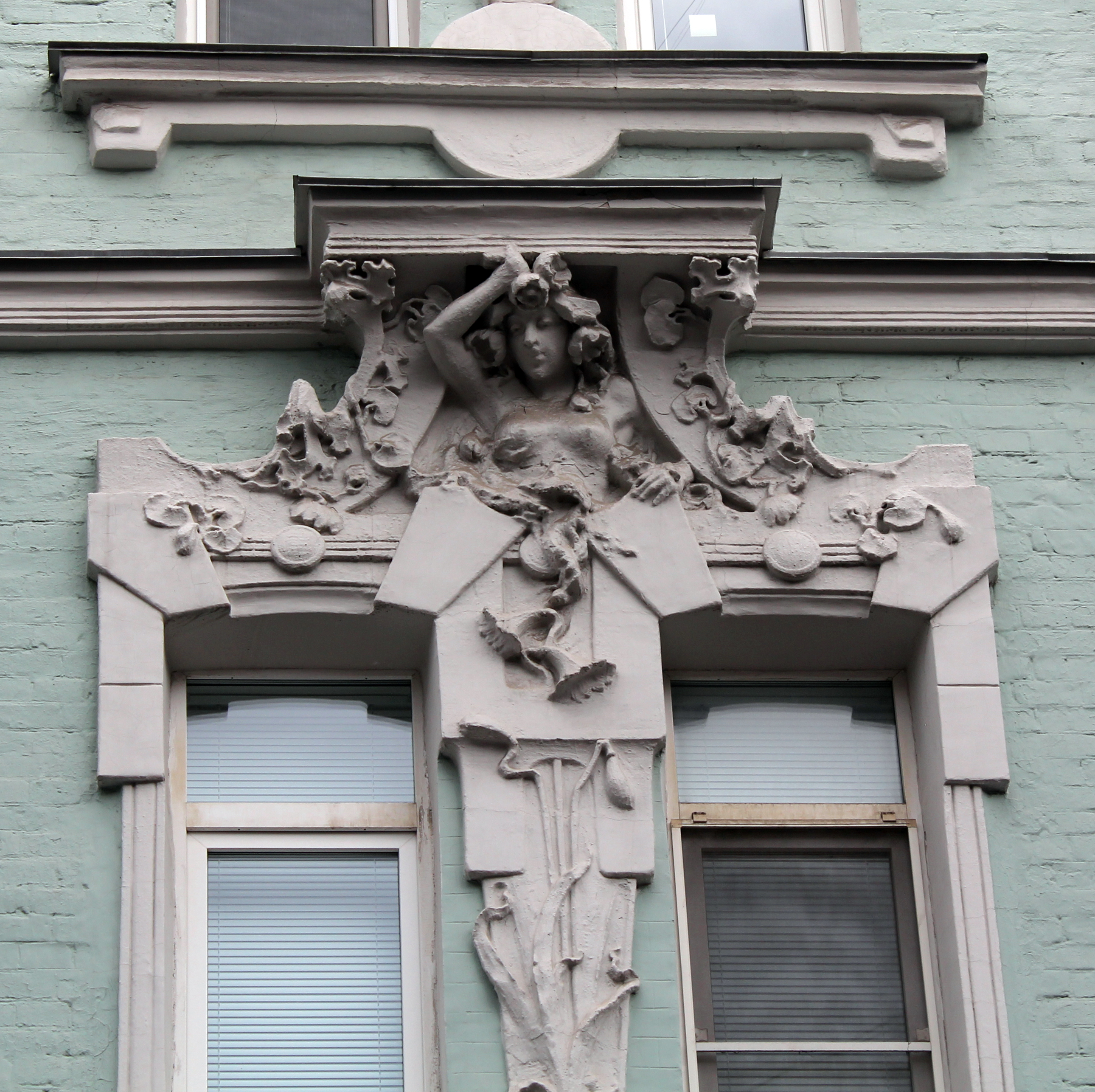
Дева в окружении увядших цветов
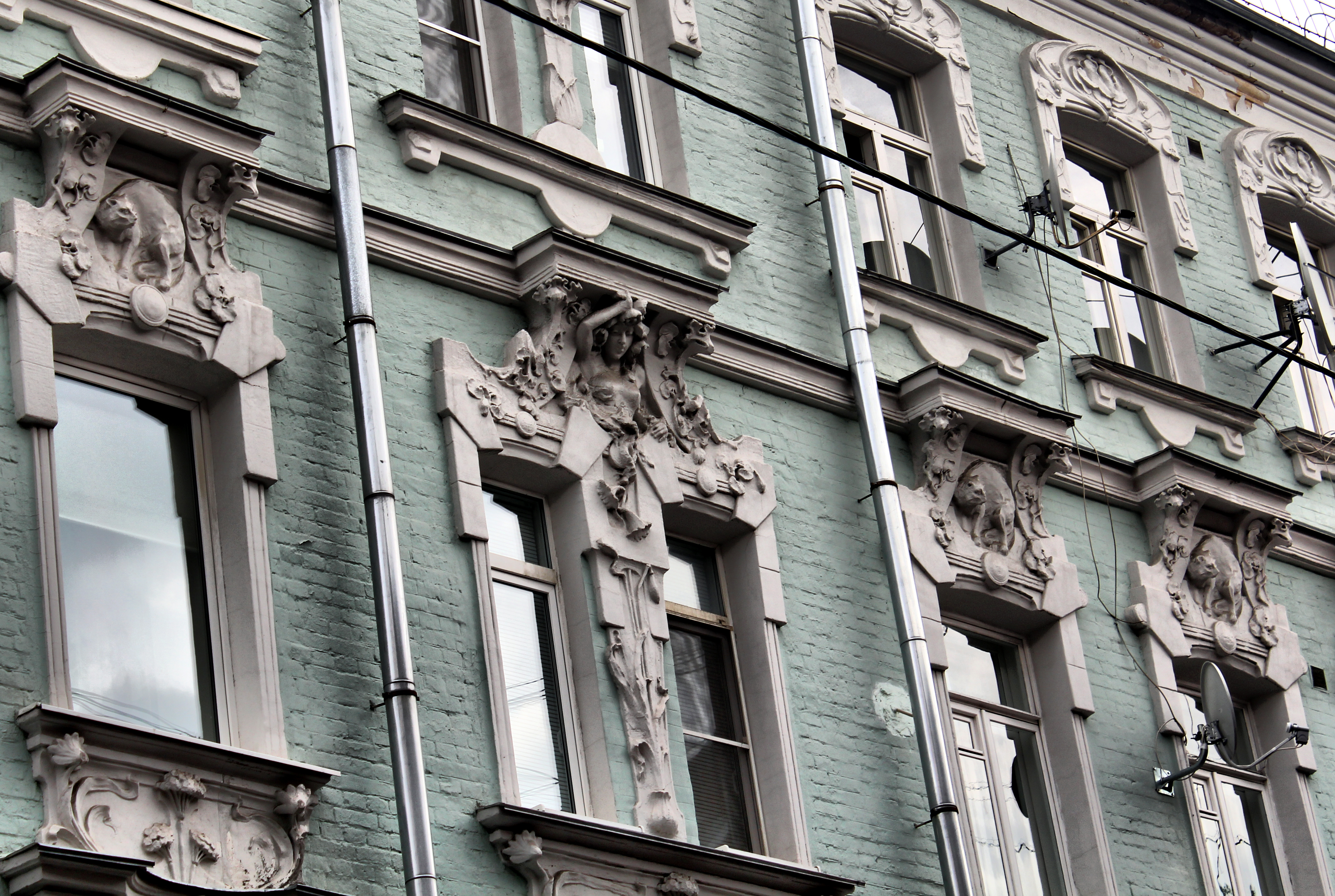
Рыси в навершиях оконных рам